# История почты и почтовых марок Транс-Джубы
История почты и почтовых марок Транс-Джубы описывает развитие почтовой связи в бывшей итальянской колонии Джубаленд или Транс-Джуба (итал. Oltre Giuba, сомал. Dadw Jubba, англ. Trans-Juba) (1925—1926), ныне — Джубаленд, расположенной на самом юго-западе Сомали, южнее реки Джуба (отсюда название «Транс-Джуба» или «За Джубой») в Восточной Африке, на границе с Кенией, с центром в Кисмайо.
Итальянская Транс-Джуба была образована в 1925 году после уступки Великобританией северной части региона Джубаленд, до этого входившей в состав британской колонии Кения, а в 1925 году переданной Италии в качестве компенсации за присоединение итальянцев к Антанте в Первую мировую войну. Общая площадь территории колонии составляла 87 тысяч км², и в 1926 году её население составляло 120 тысяч жителей.

## Развитие почты
Первое почтовое отделение на территории Джубаленда было открыто в 1896 году британской колониальной администрацией. Там использовались почтовые марки Британской Восточной Африки, Британской Восточной Африки и Уганды, Кении и Уганды.

## Выпуски почтовых марок

### Первые почтовые марки
29 июля 1925 года Италия выпустила первые почтовые марки для Транс-Джубы, представлявшие собой почтовые марки Италии того периода с надпечаткой итал. «Oltre Giuba» («Транс-Джуба» или «За Джубой»).

### Последующие выпуски
Та же процедура была применена в отношении памятных выпусков Италии того периода — выпуска Виктора Эммануила III, выпуска Святого Франциска.
21 апреля 1926 года Италия выпустила серию из семи почтовых марок, напечатанных специально для этой колонии, с изображением карты территории и надписью итал. «Commissariato Gen [era] le dell’Oltre Giuba. Poste» («Генеральный комиссариат Транс-Джубы. Почта»), затем 1 июня в омнибусный «Выпуск Колониального института» вошла серия с надписью «Oltre Giuba» («Транс-Джуба»).
Просуществовав один год, 30 июня 1926 года Итальянский Джубаленд был включён в состав соседнего Итальянского Сомали. С 1927 года на его территории в обращении были почтовые марки Итальянского Сомали, а с 1960 года — Сомали.
Всего в период с 1925 года по 1926 год была эмитирована 41 почтовая марка.

## Другие виды почтовых марок
В Итальянском Джубаленде эмитировались спешные (экспрессные) марки, доплатные марки, посылочные марки и марки для почтовых переводов. Всего с 1925 года по 1926 год были выпущены 12 экспрессных марок, 10 доплатных марок, 13 посылочных марок, 6 марок для почтовых переводов.

## Коллекционирование
Только пара марок более высоких номиналов имеют более чем минимальную цену для коллекционеров, хотя, как обычно для недолго просуществовавших отдалённых колоний, редко встречаются действительно прошедшие почту экземпляры почтовых марок на конвертах.